# Структурна биология
Структурната биология е дял от молекулярната биология, биохимията и биофизиката, който се занимава с молекулярната структура на биологичните макромолекули (особено протеините, аминокиселините и нуклеиновите киселини), как те получават структурите си и как промени в структурите им засягат функциите им. Областта представлява голям интерес за биолозите, тъй като макромолекулите извършват повечето от функциите на клетките и то само чрез извиване в определени триизмерни форми. Тази архитектура (третична структура) на молекулите, зависи по сложен начин от основния състав на всяка молекула (основна структура).
Биомолекулите са твърде малки, за да се разгледат подробно дори с най-съвременните светлинни микроскопи. Методите, които използват структурните биолози за определяне на структурите им, като цяло включват измервания на голям брой идентични молекули едновременно. Такива методи са масспектрометрията, макромолекулярната кристалография, протеолизата, ядрено-магнитен резонанс, електронно-спинов резонанс, криоелектронна микроскопия и други. Най-често изследователите ги използват за изучаване на основните състояние на макромолекулите. Все пак, вариации на тези методи също се използват за наблюдение на денатурирани молекули, които се завръщат към основните си състояния.
Трети подход, който структурните биолози използват за разбиране на структурите, включва биоинформатика, чрез която се търсят определени модели сред различни секвенции, пораждащи определени форми. Изследователите често могат да изведат аспектите на структурата на интегрални мембранни протеини чрез мембранната топология, прогнозирана от анализ на хидрофобността. През последните години стават възможни физичните молекулярни модели с висока точност, които допълват компютърните симулации на биологичните структури. Примери за такива модели могат да се намерят в Protein Data Bank.

Изчислителни модели като изследвания на молекулярната динамика, нейните симулации и други приложни компютърни изследвания се използват в съчетания с практически структурно детерминантни стратегии с цел бъдещото развитие на протеиновите структури, тяхното потвърждаване на практика и тяхната практическа функционалност.  

## Виж още
- Компютърна биология